# Oostzaan
Oostzaan  è un comune olandese di 9 152 abitanti facente parte della provincia dell'Olanda Settentrionale e situato nella regione della Zaan (Zaanstreek).